# Sozietät
Eine Sozietät (lateinisch societas, „Gesellschaft“) ist ein Zusammenschluss zweier oder mehrerer natürlicher Personen (Sozien) zur gemeinsamen Berufsausübung. Es handelt sich um eine Personengesellschaft, und zwar um eine Gesellschaft bürgerlichen Rechts gemäß §§ 705 ff. BGB. Das davon abweichende Recht des Partnerschaftsgesellschaftsgesetzes (PartGG) gilt nicht für die GbR als Sozietät. Wichtig ist diese Unterscheidung für die Pflicht zur Eintragung in das Partnerschaftsregister und die Vertretungsmacht.

## Allgemeines
Im allgemeinen Sprachgebrauch wird unter dem Begriff Sozietät meist eine Rechtsanwaltssozietät verstanden. Es kann sich aber ebenso um Steuerberater, Architekten oder Angehörige aller anderen freien Berufe handeln.
In der Bildungssprache ist Sozietät ein Ausdruck für Gesellschaften oder Gemeinschaften im allgemeinen Sinne.

## Anwaltssozietät
In einer Anwaltssozietät (die älteste noch bestehende deutsche Sozietät stammt aus dem Jahr 1822) verbinden sich zwei oder mehr Anwälte zu einer Gesellschaft (GbR) zur gemeinsamen Berufsausübung. Sie unterscheidet sich von der Bürogemeinschaft durch die gesellschaftsrechtliche Gründung der GbR und den gemeinsamen Außenauftritt. Ein Mandat wird dabei vom Mandanten regelmäßig der Sozietät gegeben, nicht dem einzelnen Sozietätsanwalt (es sei denn, die individuelle Mandatsvereinbarung ist mit dem Sozietätsanwalt als Einzelperson). Dies ist insbesondere für die Haftung wichtig, weil bei der Mandatsübernahme durch einen Sozius an die Sozietät immer alle Anwälte, die der Sozietät angehören (oder zukünftig angehören werden), haften.

## Scheinsozietät
Die Gesellschafter einer Sozietät sind die eigentlichen Inhaber der Sozietät, können also wie Firmeninhaber über diese entscheiden. Die Sozietät kann darüber hinaus auch so genannte Außensozien haben, die auf dem Praxisschild und dem Briefbogen der Sozietät namentlich aufgeführt sind (Nennsozien). Im Innenverhältnis handelt es sich bei Außensozien jedoch um Angestellte des Alleinunternehmers oder der Gesellschafter, die de jure mangels Gesellschaftereigenschaft und auch de facto kein Mitspracherecht bei sozietätsinternen Angelegenheiten haben, aber zivilrechtlich und ggf. auch steuerlich wegen der Rechtsscheinhaftung voll haften.
Der freie Mitarbeiter einer anwaltlichen Scheinsozietät haftet in voller Höhe, wenn er den Rechtsschein gesetzt hat, anwaltliches Mitglied der (Schein-)Sozietät zu sein und gegen den so gesetzten Rechtsschein nicht pflichtgemäß vorgegangen ist.

## Gesellschaftsvertrag
Die Sozietät entsteht durch den Gesellschaftsvertrag. Da die Sozietät nicht in einem Register eingetragen wird und auch nicht eingetragen werden kann, ist es oft – auch zwischen den vermeintlichen Gesellschaftern und den Behörden sowie den Geschäftspartnern – streitig, ob und mit wem und bis wann eine Gesellschaft ausdrücklich oder konkludent gegründet worden ist. Zur Vermeidung von Problemen ist stets ein schriftlicher Sozietätsvertrag sinnvoll.

## Vertretungsrecht
Fehlt ein schriftlicher Vertrag, so besteht Gesamtvertretung gemäß § 714 BGB. Die Sozietät wird durch alle Sozien gemeinsam vertreten. Das setzt voraus, dass die handelnde Person im Namen der Sozietät tätig wird und Vertretungsmacht hat. Befindet sich die Sozietät in Auflösung (i.L), so gilt auch bei anders lautendem Vertrag wieder Gesamtvertretung, wenn nicht eine gesonderte Regelung durch Bestimmung des Liquidators im Vertrag enthalten ist.

## Zivilrechtlicher Vertragspartner
Die Gesellschaft (Sozietät) wird nur Vertragspartner, wenn sie richtig vertreten wurde. Wenn Gesamtvertretung besteht, so ist die Sozietät nicht vertreten worden, wenn nur ein Sozius a) im eigenen Namen gehandelt hat b) keine Zustimmung zur Vertretung der Sozietät hatte. Dann schuldet er selbst als falsus procurator. Gestaltungsrechte wie z. B. Kündigungen im Mietverhältnis oder von Arbeitsverhältnissen müssen gemeinsam durch alle Sozien (durch die Gesamtvertretung) erklärt werden. Sonst sind sie unheilbar unwirksam, bis eine neue formgerechte Kündigung erfolgt ist.

## Steuerliche Behandlung
Die Sozietät ist Unternehmerin im Sinne von § 2 UStG. Sie ist vorsteuerabzugsberechtigt, wenn und soweit die Eingangsrechnungen auf die Sozietät lauten. Kauft z. B. ein Mitglied der Sozietät im eigenen Namen einen Pkw, ist die Sozietät hierfür nicht vorsteuerabzugsberechtigt. Dieser sehr häufige Fehler wird als „Sozietätenfalle“ bezeichnet.

## Steuerliche Haftung
Jeder Gesellschafter haftet als Gesamtschuldner entsprechend § 128 HGB in voller Höhe für die Steuerschulden der Sozietät. Das gilt auch, wenn sie vor seinem Eintritt entstanden sind.